# Akio Isono
Akio Isono (磯野秋雄, Isono Akio), né le 20 octobre 1910 et mort le 21 janvier 1986, est un acteur japonais.

## Biographie
Akio Isono a tourné dans plus de 70 films entre 1921 et 1957.

## Filmographie partielle
- 1921 : Yama kururu (山暮るる?) de Kiyohiko Ushihara

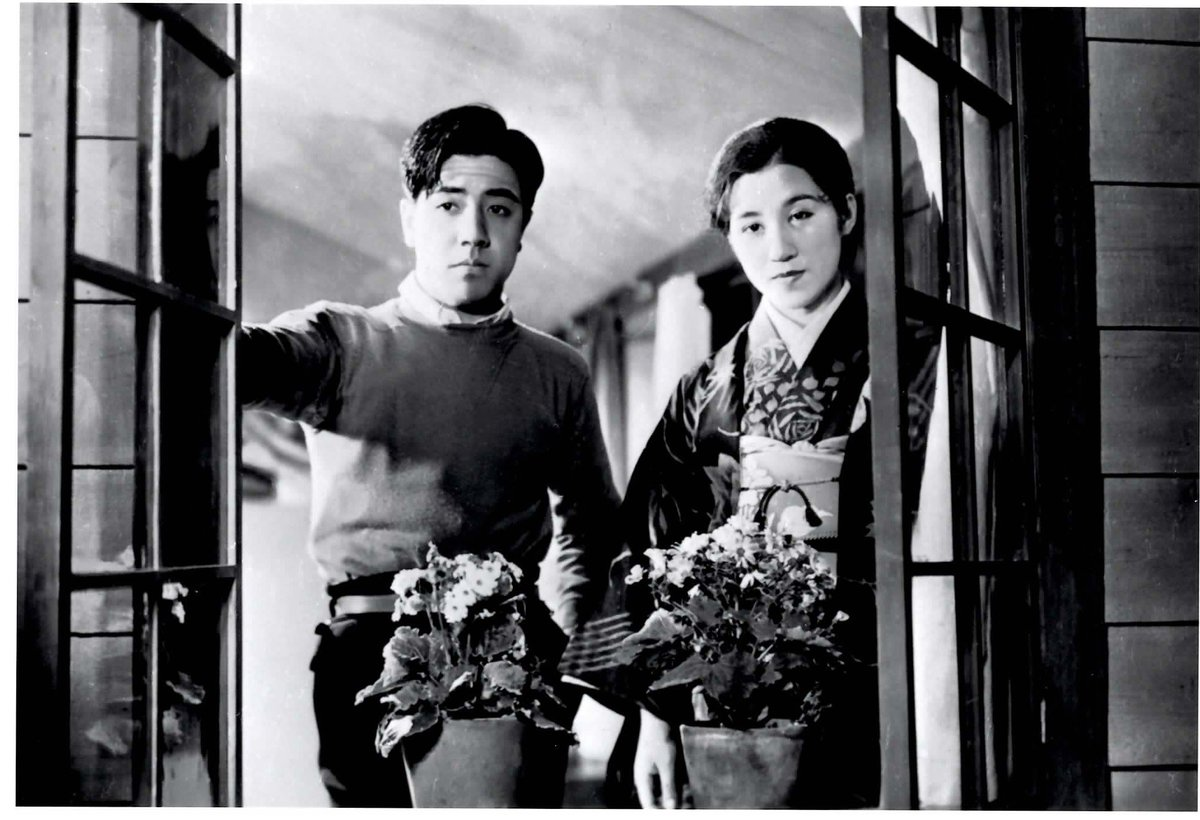
Akio Isono et Setsuko Shinobu dans La Rue sans fin (1934).

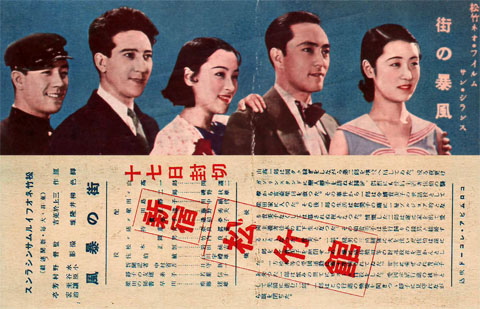
De gauche à droite : Akio Isono, Ureo Egawa, Yumeko Aizome, Jōji Oka et Kinuyo Tanaka dans Machi no bōfū (1934).

- 1922 : Vers un chemin étincelant (輝きの道へ, Kagayaki no michi e?) de Yasujirō Shimazu
- 1922 : Les Coins de l’amour (愛の楔, Ai no kusabi?) de Yasujirō Shimazu
- 1923 : Ā mujō - Dai ippen: Hōrō no maki (噫無情 第一篇 放浪の巻?) de Kiyohiko Ushihara : Petit-Gervais
- 1927 : Byakkotai (白虎隊?) de Hōtei Nomura
- 1928 : Elle est bien jeune (若しも彼女が, Moshimo kanojo ga?) de Yasujirō Shimazu
- 1931 : La Bataille de l’amour (愛の闘ひ, Ai no tatakai?) de Yasujirō Shimazu
- 1931 : Ichitarō yāi (一太郎やあい?) de Hōtei Nomura
- 1932 : Premier pas sur le continent (上陸第一歩, Joriku dai-ippo?) de Yasujirō Shimazu : Tomura
- 1933 : Après notre séparation (君と別れて, Kimi to wakarete?) de Mikio Naruse : Yoshio
- 1933 : Dans le monde du pouvoir et des femmes (力と女の世の中, Chikara to onna no yo no naka?) de Kenzō Masaoka : Taro (voix)
- 1934 : La Rue sans fin (限りなき舗道, Kagiri naki hodo?) de Mikio Naruse : Koichi
- 1934 : Yaé, ma petite voisine (隣の八重ちゃん, Tonari no Yae-chan?) de Yasujirō Shimazu : Seiji
- 1934 : Machi no bōfū (街の暴風?) de Hōtei Nomura
- 1935 : Okoto et Sasuke (春琴抄 お琴と佐助, Shunkinsho: Okoto to Sasuke?) de Yasujirō Shimazu : Naokichi, un employé de Mozuya
- 1936 : Hommes contre femmes (男性対女性, Dansei tai josei?) de Yasujirō Shimazu : Shigeru
- 1937 : La Chanson du panier à fleur (花籠の歌, Hana-kago no uta?) de Heinosuke Gosho
- 1938 : La Mère et l'Enfant (母と子, Haha to ko?) de Minoru Shibuya
- 1938 : Une femme et son masseur (按摩と女, Anma to onna?) de Hiroshi Shimizu : étudiant en randonnée
- 1939 : Cinq frères et sœurs (五人の兄妹, Gonin no kyodai?) de Kōzaburō Yoshimura : Shiro
- 1939 : Conte des chrysanthèmes tardifs (残菊物語, Zangiku monogatari?) de Kenji Mizoguchi
- 1940 : L'Histoire du commandant de chars Nishizumi (西住戦車長伝, Nishizumi senshacho-den?) de Kōzaburō Yoshimura : Uematsu
- 1946 : Kagi o nigiri onna (鍵を握る女?) de Keisuke Sasaki
- 1947 : Shimikin no Asakusa no botchan (シミキンの浅草の坊ちゃん?) de Yasushi Sasaki : Senta
- 1949 : Odoru ryū kyūjō (踊る龍宮城?) de Yasushi Sasaki : Kurosuke
- 1950 : Yume o meshimase (夢を召しませ?) de Yūzō Kawashima
- 1951 : Carmen revient au pays (カルメン故郷に帰る, Karumen kokyo ni kaeru?) de Keisuke Kinoshita : Ichiro Aoyama
- 1952 : Un amour pur de Carmen (カルメン純情す, Karumen junjō su?) de Keisuke Kinoshita
- 1953 : Dans le bas-quartier de Yokocho (もぐら横丁, Mogura Yokochō?) de Hiroshi Shimizu
- 1953 : Quel est ton nom ? II (君の名は 第二部, Kimi no na wa: Dai-ni-bu?) de Hideo Ōba
- 1953 : Lettre d'amour (恋文, Koibumi?) de Kinuyo Tanaka
- 1954 : Quel est ton nom ? III (君の名は 第三部, Kimi no na wa: Dai-san-bu?) de Hideo Ōba
- 1956 : Le Soleil et la rose (太陽とバラ, Taiyō to bara?) de Keisuke Kinoshita
- 1956 : Je t’achèterai (あなた買います, Anata kaimasu?) de Masaki Kobayashi